# Sokółka (województwo mazowieckie)
Sokółka – wieś w Polsce położona w województwie mazowieckim, w powiecie węgrowskim, w gminie Sadowne. Ma status sołectwa.
Nazwa wsi pochodzi od nazwiska Sokoł albo od ptaka – sokoła. Nazwa pojawiła się w 1535 r. jako Sokolek, w 1552 r. w dokumentach występuje Sokolka, w 1808 r. – Sokułka, w 1821 r. – Sokółka, a w 1890 r. – Sokółki.
Prywatna wieś duchowna położona była w drugiej połowie XVI wieku w powiecie kamienieckim ziemi nurskiej województwa mazowieckiego.
Wierni Kościoła rzymskokatolickiego należą do parafii św. Jana Chrzciciela w Sadownem.

## Historia
Miejscowość ta powstała w 1530 r. Przypuszczanie w 1680 r. kapituła warszawskiej kolegiaty św. Jana osadziła tu chłopów, nazywanych przez tubylców Kurpiami. Wieś i folwark były częścią dóbr kołodziąskich. Hrabia Andrzej Zamoyski zamienił z rządem rosyjskim twierdzę Zamość na dobra kołodziąskie.
W 1564 r. była we wsi karczma, młyn i mieszkało 3 rzemieślników.
W 1797 r. wieś należała do parafii Sadowne.
W wyniku uwłaszczenia w 1864 r. chłopi otrzymali ponad 583 morgi ziemi użytkowej i ponad 50 mórg nieużytków. W 1890 r. Sokółka miała 567 mórg ziemi, z tego 237 mórg włościańskich.
W 1921 r. na 509 mieszkańców było tu 15 Żydów.
Podczas kampanii wrześniowej w nocy z 2 na 3 września 1939 r. na stację kolejową w Sadownem przybyły pułki wileńskie, które zatrzymały się na dzień w okolicznym lesie, a nocą pomaszerowały w kierunku Broku i Ostrowi Mazowieckiej. Stacjonujące tu wojsko polskie stało się niebawem celem nalotów lotnictwa niemieckiego. Powstało podejrzenie, że był to skutek radiowych meldunków dywersantów, rekrutujących się spośród miejscowych kolonistów. 4 września w godzinach przedpołudniowych Luftwaffe dokonała nalotu na stację kolejową w Sadownem.
W czasie II wojny światowej, w sierpniu 1944 r., przez 12 dni toczyły się tu ciężkie walki. W ich wyniku spłonęło ok. 50% wszystkich zagród.
W latach 1975–1998 miejscowość położona była w województwie siedleckim.

## Współczesność
Wieś jest zelektryfikowana, posiada wodociąg. Czynny jest sklep spożywczo-przemysłowy. Około 1 km od Sokółki znajduje się stacja kolejowa Sadowne Węgrowskie (stacja ta była zniszczona przez Niemców podczas II wojny światowej). Obecna linia kolejowa była w XIX wieku częścią linii warszawsko-petersburskiej – najważniejszej linii kolejowej z Warszawy na wschód. Podczas II wojny światowej szły tędy transporty warszawskich Żydów z getta do Treblinki.
W 1964 r. wybudowano nową szkołę podstawową, która została zlikwidowana w 2001 r. Od 2005 r w tym budynku ma siedzibę Jednostka Ochotniczej Straży Pożarnej w Sokółce.